# واناكراي
واناكراي (أو واناكريبت, واناكريبتور2.0, أريد أن وانا ديكريبتور) هو دودة حاسوب انتزاع الفدية  يستهدف أنظمة تشغيل مايكروسوفت ويندوز . الفيروس أستخدم لإطلاق هجوم واناكراي الإلكتروني  يوم الجمعة 12 أيار / مايو 2017.
تقوم البرمجية بتشفير جميع البيانات الموجودة على الحاسوب، فيما تظهر رسالة متوفرة ب28 لغة تفيد بأن عليك دفع مبلغ 300 دولار مقابل الإفراج عن بياناتك المشفرة.
يذكر أنَّ فيروس الفدية يستغل ثغرة شديدة في بروتوكول SMB تعرف بـMS17- 010 وقد قامت شركة مايكروسوفت بإصدار تحديث خاص لها في منتصف شهر مارس الماضي.